# ۷-دهیدروکلسترول
۷-دهیدروکلسترول (به انگلیسی: 7-Dehydrocholesterol) با فرمول شیمیایی C۲۷H۴۴O یک ترکیب شیمیایی با شناسه پاب‌کم ۱۷۲ است. که جرم مولی آن ۳۸۴٫۶۳۸ g/mol می‌باشد.
7_Dehydrocholestrol یکی ازمشتقات کلسترول است که می‌تواند درنواحی زیرپوست ودرمعرض اشعهUV، پروویتانینDراایحادکند.